# I misteri di Laura
I misteri di Laura è una serie televisiva italiana, trasmessa dal 27 ottobre al 7 dicembre 2015 su Canale 5. La regia è affidata ad Alberto Ferrari.
Ambientata a Torino, è la versione italiana della serie spagnola Los misterios de Laura, in cui al centro delle vicende c'è il personaggio di Laura. La serie spagnola era già stata adattata per la televisione americana con la serie The Mysteries of Laura interpretata da Debra Messing.

## Trama
Laura Moretti è il commissario di polizia a Torino. Nata a Roma, è madre di tre figli: Allegra (13 anni) e i due gemelli pestiferi Marco e Luca (8 anni). Dopo aver scoperto che il marito nonché collega di lavoro Iacopo Banti la tradisce, decide di chiedere la separazione. In seguito la comparsa dell'ispettore capo Matteo Maresca e il matrimonio della madre renderanno ancora più difficile la vita di Laura, divisa tra lavoro, figli e i continui assalti di Iacopo che vuole tornare con lei.

## Episodi
| Stagione       | Episodi | Prima TV |
| -------------- | ------- | -------- |
| Prima stagione | 8       | 2015     |

## Personaggi e interpreti
- Laura Moretti, interpretata da Carlotta Natoli.
È il commissario della squadra omicidi di Torino.
- Matteo Maresca, interpretato da Daniele Pecci.
È l'ispettore capo. Tra lui e Laura nascerà una relazione.
- Iacopo Banti, interpretato da Gianmarco Tognazzi.
È il commissario capo e marito di Laura.
- Lidia Vasari, interpretata da Eleonora Sergio.
È un ispettore e anche la donna con la quale Iacopo ha tradito Laura.
- Carlo Alberto Pinzi, interpretato da Daniele Foresi.
È un agente scelto.
- Martina, interpretata da Fatima Trotta.
È la baby sitter.
- Allegra Banti, interpretata da Giulia Salerno.
È la figlia maggiore di Laura e Iacopo.
- Luca e Marco Banti, interpretati da Leonardo e Matteo Frontoni.
Sono i due gemelli di 8 anni, figli di Laura e Iacopo.
- Gemma Moretti, interpretata da Paola Tiziana Cruciani. 
 È la madre di Laura, che in età matura decide di sposarsi con Michele. A lei Laura nasconde di essersi separata dal marito.

## Produzione
Le riprese della prima stagione di I misteri di Laura si sono svolte da ottobre 2014 a gennaio 2015 a Torino e alcune oltre confine a Praga. 

## Differenze con la versione spagnola
- I figli di Laura sono solo i gemelli nella versione spagnola, mentre nella versione italiana ha anche una figlia adolescente.
- Nella versione spagnola compaiono la madre di Laura come personaggio fisso e la sorella come personaggio ricorrente.